# Italië op de Olympische Zomerspelen 1932
Italië nam deel aan de Olympische Zomerspelen 1932 in Los Angeles, Verenigde Staten. Voor de eerste, en direct ook enige keer, werd de tweede plaats in het medailleklassement behaald, achter de gastheer. Opvallend was dat de 36 gelijkelijk over de drie kleuren waren verdeeld.

## Medailleoverzicht
| Sport         | Olympiër(s) | Onderdeel                | Medaille |
| ------------- | --- | ------------------------ | -------- |
| Atletiek      | Luigi Beccali | 1500m (m)                | Goud     |
| Schermen      | Giancarlo Cornaggia-Medici | degen (m)                | Goud     |
| Schermen      | Gustavo Marzi | floret (m)               | Goud     |
| Schietsport   | Renzo Morigi | 25m snelvuurpistool (m)  | Goud     |
| Turnen        | Romeo Neri | individuele meerkamp (m) | Goud     |
| Turnen        | Romeo Neri | brug (m)                 | Goud     |
| Turnen        | Oreste Capuzzo Savino Guglielmetti Mario Lertora Romeo Neri Franco Tognini                                                                  | meerkamp team (m)        | Goud     |
| Turnen        | Savino Guglielmetti | sprong (m)               | Goud     |
| Wielersport   | Attilio Pavesi | wegwedstrijd (m)         | Goud     |
| Wielersport   | Giuseppe Olmo Attilio Pavesi Guglielmo Segato                                                                                               | wegwedstrijd team (m)    | Goud     |
| Wielersport   | Nino Borsari Marco Cimatti Alberto Ghilardi Paolo Pedretti                                                                                  | ploegenachtervolging (m) | Goud     |
| Worstelen     | Giovanni Gozzi | -61kg (m)                | Goud     |
| Boksen        | Gino Rossi | -79,4kg (m)              | Zilver   |
| Boksen        | Luigi Rovati | +79,4kg (m)              | Zilver   |
| Gewichtheffen | Carlo Galimberti | -75kg (m)                | Zilver   |
| Roeien        | Riccardo Divora Bruno Parovel Giovanni Plazzer Giovanni Scher Bruno Vattovaz                                                                | vier-met (m)             | Zilver   |
| Roeien        | Mario Balleri Renato Barbieri Dino Barsotti Renato Bracci Vittorio Cioni Guglielmo Del Bimbo Enrico Garzelli Cesare Milani Roberto Vestrini | acht (m)                 | Zilver   |
| Schermen      | Carlo Agostoni Giancarlo Cornaggia-Medici Renzo Minoli Saverio Ragno Franco Riccardi                                                        | degen team (m)           | Zilver   |
| Schermen      | Giulio Gaudini Gioacchino Guaragna Gustavo Marzi Giorgio Pessina Ugo Pignotti Rodolfo Terlizzi                                              | floret team (m)          | Zilver   |
| Schermen      | Giulio Gaudini | sabel (m)                | Zilver   |
| Schermen      | Renato Anselmi Arturo De Vecchi Giulio Gaudini Gustavo Marzi Ugo Pignotti Emilio Salafia                                                    | sabel team (m)           | Zilver   |
| Turnen        | Omero Bonoli | paard met bogen (m)      | Zilver   |
| Wielersport   | Guglielmo Segato | wegwedstrijd (m)         | Zilver   |
| Worstelen     | Marcello Nizzola | -56kg (m)                | Zilver   |
| Atletiek      | Giuseppe Castelli Ruggero Maregatti Gabriele Salviati Edgardo Toetti                                                                        | 4x100m (m)               | Brons    |
| Atletiek      | Ugo Frigerio | 50km snelwandelen (m)    | Brons    |
| Gewichtheffen | Carlo Galimberti | -67,5kg (m)              | Brons    |
| Roeien        | Francesco Cossu Giliante D'Este Antonio Garzoni Provenzani Antonio Ghiardello                                                               | vier-zonder (m)          | Brons    |
| Schermen      | Carlo Agostoni | degen (m)                | Brons    |
| Schermen      | Giulio Gaudini | floret (m)               | Brons    |
| Schietsport   | Domenico Matteucci | 25m snelvuurpistool (m)  | Brons    |
| Turnen        | Mario Lertora | vloer (m)                | Brons    |
| Turnen        | Giovanni Lattuada | ringen (m)               | Brons    |
| Wielersport   | Bruno Pellizzari | sprint (m)               | Brons    |
| Worstelen     | Ercole Gallegati | -72kg (m)                | Brons    |
| Worstelen     | Mario Gruppioni | -87kg (m)                | Brons    |

## Deelnemers en resultaten

### Atletiek
| Olympiër                                                             | Discipline             | Resultaat | Prestatie                                                             |
| -------------------------------------------------------------------- | ---------------------- | --------- | --------------------------------------------------------------------- |
| Luigi Beccali                                                        | 100m (m)               | Goud      | serie 3: 1ste in 3.59,6 finale: 1ste in 3.51,2 (OR)                   |
| Luigi Facelli                                                        | 400m horden (m)        | 5e        | serie 4: 1ste in 55,0 halve finale 2: 3de in 53,2 finale: 5de in 53,0 |
| Nello Bartolini                                                      | 3000m steeplechase (m) | 10e       | serie 1: 5de in 9.49,0 finale: 10de in 11.29,0                        |
| Alfredo Furia                                                        | 3000m steeplechase (m) | 12e       | serie 2: 6de in 10.11,0                                               |
| Giuseppe Lippi                                                       | 3000m steeplechase (m) | 7e        | serie 1: 4de in 9.42,0 finale: 7de in 11.04,0                         |
| Giuseppe Castelli Ruggero Maregatti Gabriele Salviati Edgardo Toetti | 4x100m (m)             | Brons     | serie 2: 2de in 42,8 finale: 3de in 41,2                              |
| Giacomo Carlini Giovanni Turba Mario De Negri Luigi Facelli          | 4x400m (m)             | 6e        | serie 1: 2de in 3.22,8 finale: 6de in 3.17,8                          |
| Michele Fanelli                                                      | marathon (m)           | 13e       | 2:49.09                                                               |
| Francesco Roccati                                                    | marathon (m)           | DNF       | niet gefinisht                                                        |
| Ugo Frigerio                                                         | 50km snelwandelen (m)  | Brons     | 4:59.06                                                               |
| Francesco Pretti                                                     | 50km snelwandelen (m)  | DNF       | niet gefinisht                                                        |
| Ettore Rivolta                                                       | 50km snelwandelen (m)  | 5e        | 5:07.39                                                               |
| Francesco Tabai                                                      | hink-stap-springen (m) | 10e       | 14,29m                                                                |
| Angelo Tommasi                                                       | hoogspringen (m)       | 9e        | 1,85m                                                                 |
| Armando Poggioli                                                     | kogelslingeren (m)     | 8e        | 46,90m                                                                |
| Fernando Vandelli                                                    | kogelslingeren (m)     | 9e        | 45,16m                                                                |

### Boksen
| Olympiër           | Discipline  | Resultaat | Prestatie |
| ------------------ | ----------- | --------- | --- |
| Edelweis Rodriguez | -50,8kg (m) | 5e        | 1ste ronde: W van PHI Gray: punten kwartfinale: V van HUN Énekes: punten                                                                                   |
| Vito Melis         | -54kg (m)   | 5e        | 1ste ronde: vrij kwartfinale: V van CAN Gwynne: punten |
| Gaspare Alessandri | -57,2kg (m) | 4e        | 1ste ronde: vrij kwartfinale: W van FRA Walter: punten halve finale: V van GER Schleinkofer: punten bronzen finale: V van SWE Carlsson: punten             |
| Mario Bianchini    | -61,2kg (m) | 4e        | 1ste ronde: W van NZL Purdie: punten kwartfinale: W van CAN Genovese: punten halve finale: V van RSA Stevens: punten bronzen finale: V van USA Bor: punten |
| Luciano Fabbroni   | -66,7kg (m) | 5e        | 1ste ronde: W van NZL Thomas: punten kwartfinale: V van FIN Ahlberg: punten                                                                                |
| Luciano Fabbroni   | -72,6kg (m) | 5e        | 1ste ronde: vrij kwartfinale: V van ARG Azar: punten |
| Gino Rossi         | -79,4kg (m) | Zilver    | 1ste ronde: W van GRE Mastoridis: punten halve finale: W van IRL Muurphy: walk-over finale: V van RSA Carstens: punten                                     |
| Luigi Rovati       | +79,4kg (m) | Zilver    | 1ste ronde: vrij halve finale: W van USA Feary: punten finale: V van ARG Lovell: punten                                                                    |

### Gewichtheffen
| Olympiër         | Discipline  | Resultaat | Prestatie                                                                               |
| ---------------- | ----------- | --------- | --------------------------------------------------------------------------------------- |
| Attilio Bescapè  | -60kg (m)   | 5e        | drukken: 2de met 82,5kg trekken: 5de met 77,5kg stoten: 5de met 102,5kg totaal: 262,5kg |
| Pierino Gabetti  | -67,5kg (m) | 4e        | drukken: 3de met 85kg trekken: 3de met 95kg stoten: 3de met 120kg totaal: 300kg         |
| Gastone Pierini  | -67,5kg (m) | Brons     | drukken: 2de met 92,5kg trekken: 5de met 90kg stoten: 3de met 120kg totaal: 302,5kg     |
| Carlo Galimberti | -75kg (m)   | Zilver    | drukken: 1ste met 102,5kg trekken: 3de met 105kg stoten: 2de met 132,5kg totaal: 340kg  |

### Moderne vijfkamp
| Olympiër         | Discipline  | Resultaat | Prestatie   |
| ---------------- | ----------- | --------- | ----------- |
| Francesco Pacini | individueel | 20e       | 84,5 punten |
| Eugenio Pagnini  | individueel | 12e       | 56,5 punten |
| Carlo Simonetti  | individueel | 9e        | 5 punten    |

### Roeien
| Olympiër | Discipline      | Resultaat | Prestatie                                                                |
| --- | --------------- | --------- | ------------------------------------------------------------------------ |
| Mario Moretti Orfeo Paroli | dubbel-twee (m) | 4e        | serie 1: 2de in 7.33,0 herkansingen: 2de in 7.33,2 finale: 4de in 7.49,2 |
| Francesco Cossu Giliante D'Este Antonio Garzoni Provenzani Antonio Ghiardello                                                               | vier-zonder (m) | Brons     | serie 2: 1ste in 7.06,8 finale: 3de in 7.04,0                            |
| Riccardo Divora Bruno Parovel Giovanni Plazzer Giovanni Scher Bruno Vattovaz                                                                | vier-met (m)    | Zilver    | serie 1: 1ste in 7.06,0 finale: 2de in 7.19,2                            |
| Mario Balleri Renato Barbieri Dino Barsotti Renato Bracci Vittorio Cioni Guglielmo Del Bimbo Enrico Garzelli Cesare Milani Roberto Vestrini | acht (m)        | Zilver    | serie 1: 1ste in 6.28,2 finale: 2de in 6.37,8                            |

### Schermen
| Olympiër                                                                                       | Discipline      | Resultaat | Prestatie |
| ---------------------------------------------------------------------------------------------- | --------------- | --------- | --- |
| Carlo Agostoni                                                                                 | degen (m)       | Brons     | 1ste ronde groep 2: 1ste met 16 punten halve finale 2: 5de met 10 punten finale: 3de met 15 punten                    |
| Giancarlo Cornaggia-Medici                                                                     | degen (m)       | Goud      | 1ste ronde groep 3: 3de met 9 punten halve finale 2: 2de met 12 punten finale: 1ste met 18 punten                     |
| Saverio Ragno                                                                                  | degen (m)       | 4e        | 1ste ronde groep 1: 1ste met 16 punten halve finale 1: 1ste met 13 punten finale: 4de met 14 punten                   |
| Carlo Agostoni Giancarlo Cornaggia-Medici Renzo Minoli Saverio Ragno Franco Riccardi           | degen team (m)  | Zilver    | 1ste ronde groep 3: 1ste halve finale 1: 1ste finale: 2de met 2 overwinningen                                         |
| Giulio Gaudini                                                                                 | floret (m)      | Brons     | 1ste ronde groep 3: 1ste met 7 overwinningen halve finale 1: 4de met 5 overwinningen finale: 3de met 5 overwinningen  |
| Gioacchino Guaragna                                                                            | floret (m)      | 4e        | 1ste ronde groep 1: 2de met 5 overwinningen halve finale 2: 2de met 6 overwinningen finale: 4de met 5 overwinningen   |
| Gustavo Marzi                                                                                  | floret (m)      | Goud      | 1ste ronde groep 2: 1ste met 7 overwinningen halve finale 2: 3de met 5 overwinningen finale: 1ste met 9 overwinningen |
| Giulio Gaudini Gioacchino Guaragna Gustavo Marzi Giorgio Pessina Ugo Pignotti Rodolfo Terlizzi | floret team (m) | Zilver    | 1ste ronde groep 2: 1ste met 1 overwinning finale: 2de met 1 overwinning                                              |
| Arturo De Vecchi                                                                               | sabel (m)       | 8e        | 1ste ronde groep 3: 4de met 4 overwinningen halve finale 1: 5de met 4 overwinningen finale: 8ste met 3 overwinningen  |
| Giulio Gaudini                                                                                 | sabel (m)       | Zilver    | 1ste ronde groep 1: 2de met 5 overwinningen halve finale 2: 2de met 5 overwinningen finale: 2de met 7 overwinningen   |
| Emilio Salafia                                                                                 | sabel (m)       | 10e       | 1ste ronde groep 2: 2de met 4 overwinningen halve finale 2: 5de met 3 overwinningen finale: 10de met 0 overwinningen  |
| Renato Anselmi Arturo De Vecchi Giulio Gaudini Gustavo Marzi Ugo Pignotti Emilio Salafia       | sabel team (m)  | Zilver    | 1ste ronde groep 1: 1ste finale: 2de met 2 overwinningen                                                              |

### Schietsport
| Olympiër           | Discipline              | Resultaat | Prestatie  |
| ------------------ | ----------------------- | --------- | ---------- |
| Amedeo Bruni       | 50m geweer liggend (m)  | 16e       | 286 punten |
| Ugo Cantelli       | 50m geweer liggend (m)  | 13e       | 288 punten |
| Mario Zorzi        | 50m geweer liggend (m)  | 4e        | 293 punten |
| Walter Boninsegni  | 25m snelvuurpistool (m) | 4e        | 35 punten  |
| Domenico Matteucci | 25m snelvuurpistool (m) | Brons     | 39 punten  |
| Renzo Morigi       | 25m snelvuurpistool (m) | Goud      | 42 punten  |

### Turnen
| Olympiër                                                                   | Discipline               | Resultaat | Prestatie      |
| -------------------------------------------------------------------------- | ------------------------ | --------- | -------------- |
| Omero Bonoli                                                               | paard met bogen (m)      | Zilver    | 56,6 punten    |
| Romeo Neri                                                                 | brug (m)                 | Goud      | 56,9 punten    |
| Savino Guglielmetti                                                        | sprong (m)               | Goud      | 54,1 punten    |
| Mario Lertora                                                              | vloer (m)                | Brons     | 27,7 punten    |
| Giovanni Lattuada                                                          | ringen (m)               | Brons     | 55,5 punten    |
| Oreste Capuzzo                                                             | individuele meerkamp (m) | 7e        | 132,45 punten  |
| Savino Guglielmetti                                                        | individuele meerkamp (m) | 5e        | 134,375 punten |
| Mario Lertora                                                              | individuele meerkamp (m) | 4e        | 134,400 punten |
| Romeo Neri                                                                 | individuele meerkamp (m) | Goud      | 140,625 punten |
| Franco Tognini                                                             | individuele meerkamp (m) | 12e       | 127,275 punten |
| Oreste Capuzzo Savino Guglielmetti Mario Lertora Romeo Neri Franco Tognini | meerkamp team (m)        | Goud      | 541,85 punten  |

### Wielersport
| Olympiër                                                   | Discipline               | Resultaat | Prestatie |
| Baan                                                       | Baan                     | Baan      | Baan |
| ---------------------------------------------------------- | ------------------------ | --------- | --- |
| Bruno Pellizzari                                           | sprint (m)               | Brons     | serie 3: 2de kwartfinale 4: W van GBR Chambers: 12,5 halve finale 2: V van NED van Egmond bronzen finale: W van AUS Gray |
| Luigi Consonni                                             | tijdrit (m)              | 4e        | 1.14,7 |
| Nino Borsari Marco Cimatti Alberto Ghilardi Paolo Pedretti | ploegenachtervolging (m) | Goud      | kwalificatie: 1ste in 4.52,9 (OR) halve finale 2: W van Canada: 5.24,9 finale: W van Frankrijk: 4.53,0                   |
| Weg                                                        |                          |           | |
| Giovanni Cazzulani                                         | wegwedstrijd (m)         | 7e        | 2:31.07,2 |
| Giuseppe Olmo                                              | wegwedstrijd (m)         | 4e        | 2:29.48,2 |
| Attilio Pavesi                                             | wegwedstrijd (m)         | Goud      | 2:28.05,6 |
| Guglielmo Segato                                           | wegwedstrijd (m)         | Zilver    | 2:29.21,4 |
| Giuseppe Olmo Attilio Pavesi Guglielmo Segato              | wegwedstrijd team (m)    | Goud      | 7:27.15,2 |

### Worstelen
| Olympiër         | Discipline     | Resultaat      | Prestatie |
| Grieks-Romeins   | Grieks-Romeins | Grieks-Romeins | Grieks-Romeins |
| ---------------- | -------------- | -------------- | --- |
| Marcello Nizzola | -56kg (m)      | Zilver         | 1ste ronde: W van HUN Szekfű 2de ronde: vrij 3de ronde: W van GRE Zeevinis 4de ronde: V van FRA François finale: V van GER Brendel |
| Giovanni Gozzi   | -61kg (m)      | Goud           | 1ste ronde: W van FIN Koskela 2de ronde: vrij 3de ronde: W van JPN Kiyoshi 4de ronde: V van GER Ehrl                               |
| Silvio Tozzi     | -66kg (m)      | 6e             | 1ste ronde: V van FIN Reini |
| Ercole Gallegati | -72kg (m)      | Brons          | 1ste ronde: V van EST Käpp 2de ronde: W van JPN Shiichi 3de ronde: vrij 4de ronde: V van FIN Kajander                              |
| Mario Gruppioni  | -87kg (m)      | Brons          | 1ste ronde: vrij 2de ronde: V van FIN Pellinen 3de ronde: V van SWE Svensson                                                       |
| Aleardo Donati   | +87kg (m)      | 6e             | 1ste ronde: V van GER Gehring 2de ronde: V van AUT Hirschl                                                                         |

### Zeilen
| Olympiër        | Discipline                 | Resultaat | Prestatie                            |
| --------------- | -------------------------- | --------- | ------------------------------------ |
| Silvio Treleani | Eenmans Olympisch Monotype | 8e        | 62 punten: (4-9-11-10-8-8-5-2-5-5-1) |

### Zwemmen
| Olympiër          | Discipline           | Resultaat | Prestatie                                              |
| ----------------- | -------------------- | --------- | ------------------------------------------------------ |
| Paolo Costoli     | 400m vrije slag (m)  | 9e        | serie 3: 2de in 5.06,7 halve finale 1: 6de in 5.06,0   |
| Giuseppe Perentin | 400m vrije slag (m)  | 10e       | serie 4: 2de in 5.09,1 halve finale 2: 4de in 5.10,5   |
| Paolo Costoli     | 1500m vrije slag (m) | 10e       | serie 4: 2de in 20.48,1 halve finale 1: 5de in 20.58,7 |
| Giuseppe Perentin | 1500m vrije slag (m) | 11e       | serie 3: 3de in 21.04,5                                |

Argentinië · Australië · België · Brazilië · Brits-Indië · Canada · Colombia · Denemarken · Duitsland · Estland · Filipijnen · Finland · Frankrijk · Griekenland · Groot-Brittannië · Haïti · Hongarije · Ierland · Italië · Japan · Joegoslavië · Letland · Mexico · Nederland · Nieuw-Zeeland · Noorwegen · Oostenrijk · Polen · Portugal · Republiek China · Spanje · Tsjecho-Slowakije · Uruguay · Verenigde Staten · Zuid-Afrika · Zweden · Zwitserland